# 고쿠보역
고쿠보역(일본어: 国母駅)은 일본 야마나시현 나카코마군 쇼와정에 위치한 도카이 여객철도 미노부 선의 철도역이다. 섬식 승강장 1면 2선의 구조를 갖춘 지상역이다.

## 타는 곳
| 1 | ■ 미노부 선 | 하행 | 고후 방면          |
| 2 | ■ 미노부 선 | 상행 | 미노부 · 후지 방면 |

## 이용 현황
| 연도     | 하루 평균 승차 인원 |
| 2006년도 | 313                 |
| 2007년도 | 343                 |
| 2008년도 | 373                 |
| 2009년도 | 351                 |
| 2010년도 | 356                 |
| -------- | ------------------- |

## 역 주변
- 야마나시 신용금고 고쿠보 지점
- 주오 자동차도 고후쇼와 나들목
- 국도 제20호선
- 고쿠보 공업단지

## 인접 역
| 도카이 여객철도 미노부 선 | 도카이 여객철도 미노부 선 | 도카이 여객철도 미노부 선 |
| ------------------------- | ------------------------- | ------------------------- |
| 조에이 후지 방면          | ■ 미노부 선               | 가이스미요시 고후 방면    |